# Klonoa
Klonoa (クロノア, Kuronoa) es una saga de videojuegos creada por Namco en 1997. La trama gira en torno a una criatura antropomorfa con apariencia de gato, del mismo nombre, que viaja a través de los sueños.

## Personajes
- Klonoa: El protagonista, se describe como un "viajero de los sueños", que está destinado a viajar a diversos lugares en que el estado de los sueños este en peligro. Cabe señalar que en un lado de su sombrero azul lleva a la mascota de Namco, Pac-Man. Él es joven y de buen corazón, y está dispuesto a ir en contra viento y marea para hacer el bien. Su actitud es inocente y hasta un poco ingenua, como se muestra en Klonoa 2.

- Huepow: Es un espíritu pequeño y redondo que Klonoa encuentra dentro del anillo que descubrió en el bosque. Inmediatamente se hizo amigo de Klonoa, más cerca del final de Klonoa: Door to Phantomile, se revela que es un príncipe y que envió Klonoa a su mundo para ayudar a Lephise a dar la canción del Renacimiento. Los caminos se separan cuando Klonoa es enviado de vuelta a su mundo, aunque hace apariciones en los spin-offs en su forma de espíritu.

- Lolo: Es una sacerdotisa en entrenamiento, que apareció por primera vez en Klonoa 2: Lunatea's Veil. Como Huepow, se puede transportar al interior del anillo de Klonoa para dejarlo realizar la bala de viento. Además, ella hace apariciones en Klonoa: Dream Champ Tournament para Game Boy Advance y Klonoa Beach Volleyball. En Klonoa 2: Lunatea's Veil, su ayuda es muy valiosa para Klonoa por lo que le permite utilizar su capacidad del anillo, y como apoyo motivacional. Ella parece tener sentimientos ocultos por Klonoa. Durante Klonoa 2, muestra que es muy insegura de sí misma, como las demás sacerdotisas se burlaban y se reían de ella. Con el tiempo reúne la fuerza y el coraje para demostrar que ella no es tan débil como todos pensaban.

- Popka: Es la mascota/amigo de Lolo, que apareció por primera vez en Klonoa 2. Al igual que Lolo aparece en Klonoa Beach Volleyball y Klonoa: Dream Champ Tournament, él es lo contrario de Lolo ya que él es gritón y prepotente, aunque es un amigo muy cuidadoso. Él tiene la capacidad de volar cuando extiende sus brazos, y puede ser utilizado como personaje jugable con el segundo control de PlayStation 2, en Klonoa 2.

## Juegos

### Klonoa: Door to Phantomile
Es el inicio de la saga, lanzado en 1997 para PlayStation. Un día, una nave, se estrella contra una montaña cerca de la aldea de Klonoa. En él viaja un espíritu malvado llamado Ghadius, que planea formar la pesadilla perfecta y para ello rapta a la Diva Lefisa (Lephise). Sin embargo Klonoa, con la ayuda de su amigo Huepow, no dejará que los planes de Ghadius se lleven a cabo.
Comienza aquí una aventura que los llevará a través de diferentes zonas de Phantomile, desde los verdes bosques hasta los Templos del Sol y La Luna, que flotan en el aire.

### Klonoa: Moonlight Museum
El juego salió en 1999 para WonderSwan. Antes de Klonoa: Door to Phantomile, el primer juego de Klonoa, Klonoa: Moonlight Museum está protagonizado por Klonoa y su amigo Huepow cuando se encuentran con una joven llorando que les dice que la Luna ha sido dividida en trozos (o fragmentos) y robada por un misterioso grupo de artistas que residen en el “Moonlight Museum”. Decididos a ayudar, los dos corren hacia la entrada del Museo, y una vez que entran, un pintor los recibe llamado Picoo que los atrapa dentro de una pintura. Klonoa y Huepow deben abrirse camino a través de cinco mundos dentro del propio Museo antes de encontrar la fuente de todos sus problemas y devolver la Luna al cielo.

### Klonoa: Empire of Dreams
Es una historia alterna a la serie de consolas, lanzado en 2001 para Game Boy Advance. Sigue la historia de Klonoa después de misteriosamente despertar en el reino de Jillius donde es acusado por el rey de dormir, cosa que no está permitida en el reino a causa de que el emperador padece de insomnio.

### Klonoa: Dream Championship Tournament
También para Game Boy Advance, Continuación de Empire of Dreams, después de derrotar a Bagoo, Klonoa recibe una carta para acceder a un torneo donde se elegirá al "mejor de los Héroes", además de un premio monetario. En este Torneo se encuentra con Lolo y Popka, además de su rival Guntz.

### Klonoa Heroes
Solo para Japón y el tercer y último juego para Game Boy Advance Ambientada en un universo alternativo de los otros juegos. Aquí, Klonoa vive en su ciudad natal de Breezegale y ha fijado su objetivo de convertirse en un verdadero héroe. El juego comienza con él y su amigo, Chipple, tratando de arrancar una flor especial, el Hikari Sakura (literalmente el Sakura Luz o Luz flor de cerezo) de una rama de árbol. La flor se dice que sólo florecen en circunstancias especiales, y la persona que lo posee se otorgará la buena suerte.

### Klonoa 2: Lunatea's Veil
Es la continuación de la saga, lanzado en el año 2001 exclusivamente para PlayStation 2. La historia trata de salvar el mundo de Lunatea, que está en grave peligro. Para salvar este mundo se deben restaurar los cuatro elementos para que el quinto no se libere y al mismo tiempo se altere. En este nuevo juego, la sustituta de Huepow es la sacerdotisa Lolo, que es una especie de guardiana.

### Klonoa Beach Volleyball
Es un spin-off de deportes de los videojuegos de Klonoa, lanzado como un título presupuestario en los últimos años de la PlayStation. Su lanzamiento fue en 2002, limitado sólo a Japón y Europa. Cuenta con los personajes del juego de PlayStation y de Game Boy Advance.

### Klonoa 3
Actualmente esta última parte se ha visto afectada por la unión entre Namco y Bandai. Klonoa 3 estaba rumoreado para la consola PlayStation 3 alrededor de 2007, pero actualmente la compañía creadora de la serie: Klonoa Works, ya no existe, por lo que fuentes de Namco han dicho que: "El proyecto será tomado por una compañía de videojuegos americana". Aparte de estos rumores, no se ha visto nada tangible y el supuesto Klonoa 3 podría tratarse simplemente de una adaptación del primer juego.

### Klonoa Wii
Ayuda a Klonoa a salvar a Phantomile, una tierra formada por los sueños de sus habitantes, y recientemente atrapada por un desconocido demonio. Los viajes de Klonoa pasan a través de series que incrementan su dificultad. Las fases se desarrollan en múltiples reinos, donde el deberá salvar a sus amigos y su tierra. En su travesía Klonoa es ayudado por su nuevo amigo Huepow, un espíritu benévolo que vive en el anillo del que Klonoa es hábil para disparar la bala de viento. Es una adaptación de la primera entrega para playstation.

### Klonoa: Phantasy Reverie Series
Klonoa Phantasy Reverie Series vuelve a traer «Klonoa: Door to Phantomile» y «Klonoa 2: Lunatea's Veil» remasterizados en una colección para los aficionados de ahora y de antes. ¡Prepárate y emprende una aventura para salvar el mundo!
Klonoa, lanzado por primera vez en 1997 por Namco, es un juego de plataformas de desplazamiento lateral que presenta un elenco de coloridos personajes y un mundo de juego vibrante. Depende de ti, en el papel de Klonoa, embarcarte en un viaje para salvar Phantomile.
Para conmemorar el vigésimo quinto aniversario de la franquicia, Klonoa: Door to Phantomile y Klonoa 2: Lunatea's Veil se han remasterizado en un paquete de dos juegos en uno titulado Klonoa Phantasy Reverie Series, que llegará a Nintendo Switch™, PlayStation®5, PlayStation®4, Xbox Series X|S, Xbox One y Steam.
Los gráficos han recibido una elegante renovación, mientras que el querido mundo de Klonoa y su juego clásico se han conservado de forma fiel.
La remasterización también incluye un nivel de dificultad ajustable, lo que permite que los recién llegados a la franquicia se adentren en la acción y que los antiguos seguidores tengan una nueva toma de contacto sencilla.

## Manga
Shippuu Tengoku Kaze no Klonoa es un manga que, a diferencia del tono serio de la saga de videojuegos es más de comedia, aquí Klonoa es un niño de buen carácter, pero torpe, obsesionado con ser un súper héroe. Sus intentos de hacer buenas acciones tienden a fallar o causar el efecto contrario, debido a ser excesivamente entusiasta, su costumbre de saltar a conclusiones, a veces, sólo causa mala suerte.
Su compañero de aventuras es un Moo, que es el cartero del pueblo. Garlen es el principal villano, tratando de estafar o de capturar a Klonoa, pero falla todo el tiempo, haciendo el ridículo en el proceso.
El manga toma personajes, villanos y lugares de los juegos de Klonoa, como Lolo, que hace una aparición en casi todos los cómics, pero en lugar de seguir un argumento, simplemente pone a Klonoa y a Moo, en muchas situaciones cotidianas o espectaculares (y dolorosas) aventuras.